# لیندا هسیه-ویلسون
لیندا هسیه-ویلسون (انگلیسی: Linda Hsieh-Wilson؛ زاده ) یک دانشمند است.